# 女にスジは通らない
「女にスジは通らない」（おんなにスジはとおらない）は、アン・ルイスの15枚目のシングル。1978年9月5日にビクター音楽産業から発売された。規格品番はSV-6460。

## 概要
アルバム『Think! Pink!』からの先行シングル。作曲は前シングル「女はそれを我慢できない」に続いて、ザ・ワイルドワンズの加瀬邦彦が手掛けている。

## 収録曲
1. 女にスジは通らない（3分20秒）
作詞: 伊藤アキラ／作曲：加瀬邦彦／編曲：船山基紀
2. 女の顔にスリルが走る（4分42秒）
作詞：小林和子／作曲：加瀬邦彦／編曲：佐藤準

## 参考資料
- オリコン『SINGLE CHART-BOOK COMPLETE EDITION 1968-2005』オリコン・マーケティング・プロモーション、2006年4月。ISBN 9784871310765。